# Chaetonotus heterochaetus
Chaetonotus heterochaetus is een buikharige uit de familie Chaetonotidae. De wetenschappelijke naam van de soort werd in 1905 voor het eerst geldig gepubliceerd door Daday. De soort wordt in het ondergeslacht Hystricochaetonotus geplaatst.